# رودولفو رودريغيز
رودولفو رودريغيز (بالإسبانية: Rodolfo Rodríguez)‏ (27 فبراير 1980 في كوستاريكا - ) هو مدرب كرة قدم ولاعب كرة قدم كوستاريكي في مركز الوسط. شارك مع منتخب كوستاريكا تحت 17 سنة لكرة القدم ومنتخب كوستاريكا لكرة القدم. أما مع النوادي، فقد لعب مع ديبورتيفو سابريسا ونادي تيانجين تيدا ونادي هاوغسوند وA.D. Municipal Liberia ‏ وBrujas F.C. ‏ ونادي سانتانيكوس أسوشيتد وA.D. Municipal Pérez Zeledón ‏ وسانتوس دي جوابيلز ‏ وOrión F.C. ‏ وA.S. Puma Generaleña ‏.

## وصلات خارجية
- رودولفو رودريغيز على موقع الاتحاد الدولي (مؤرشف)  (الإنجليزية)
- رودولفو رودريغيز على موقع قاعدة بيانات كرة القدم.إي يو (الإنجليزية)
- رودولفو رودريغيز على موقع ناشيونال فوتبول تيمز (الإنجليزية)